# Repovesi

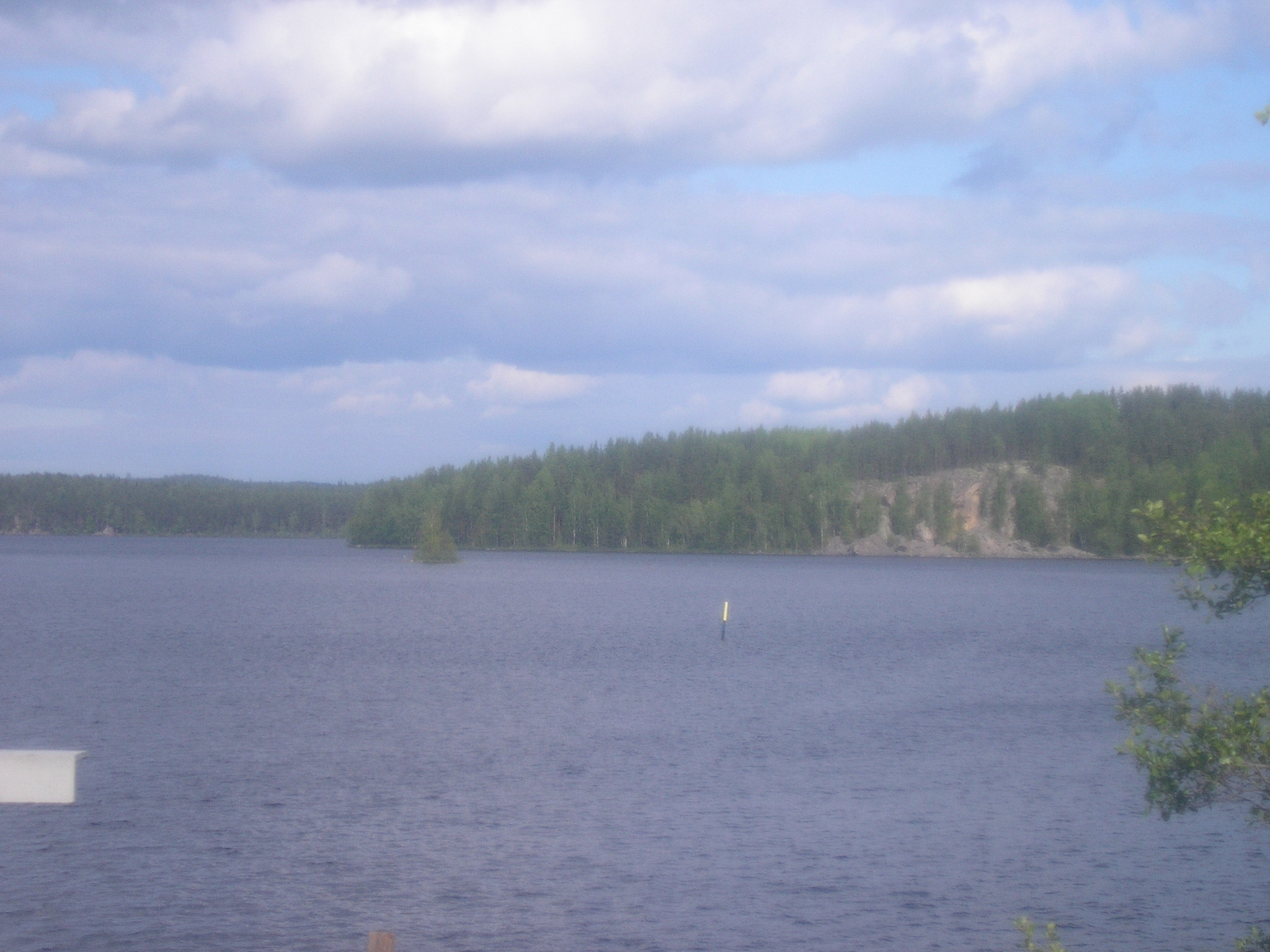
Repovesi sedd från Hillosensalmi.

Repovesi är en sjö i Kymmenedalen i sydöstra Finland och utgör en del av Repovesi, Luujärvi och Tihvetjärvi. Sjön har gett namnet åt Repovesi nationalpark och är ansluten till traktens dominerande sjö Vuohijärvi.